# Navel (Viver i Serrateix)
Navel és una masia que forma part de l'Inventari del Patrimoni Arquitectònic Català del municipi de Viver i Serrateix (Berguedà). La construcció es troba a tocar del terme de la vila de Cardona (Bages).
Es troba als plans del marge dret de la riera de Navel (a la qual dona nom) i al peu del camí ral de Cardona al Monestir de Santa Maria de Serrateix i al sector del comtat de Berga proper al Llobregat.
Prop seu hi ha l'església romànica de Sant Vicenç de Navel i el molí de Navel.

## Descripció
Masia formada estructuralment per dos cossos tot seguint el tipus de masia de planta basilical, coberta a doble vessant i amb el carener perpendicular a la façana, orientada a migdia.

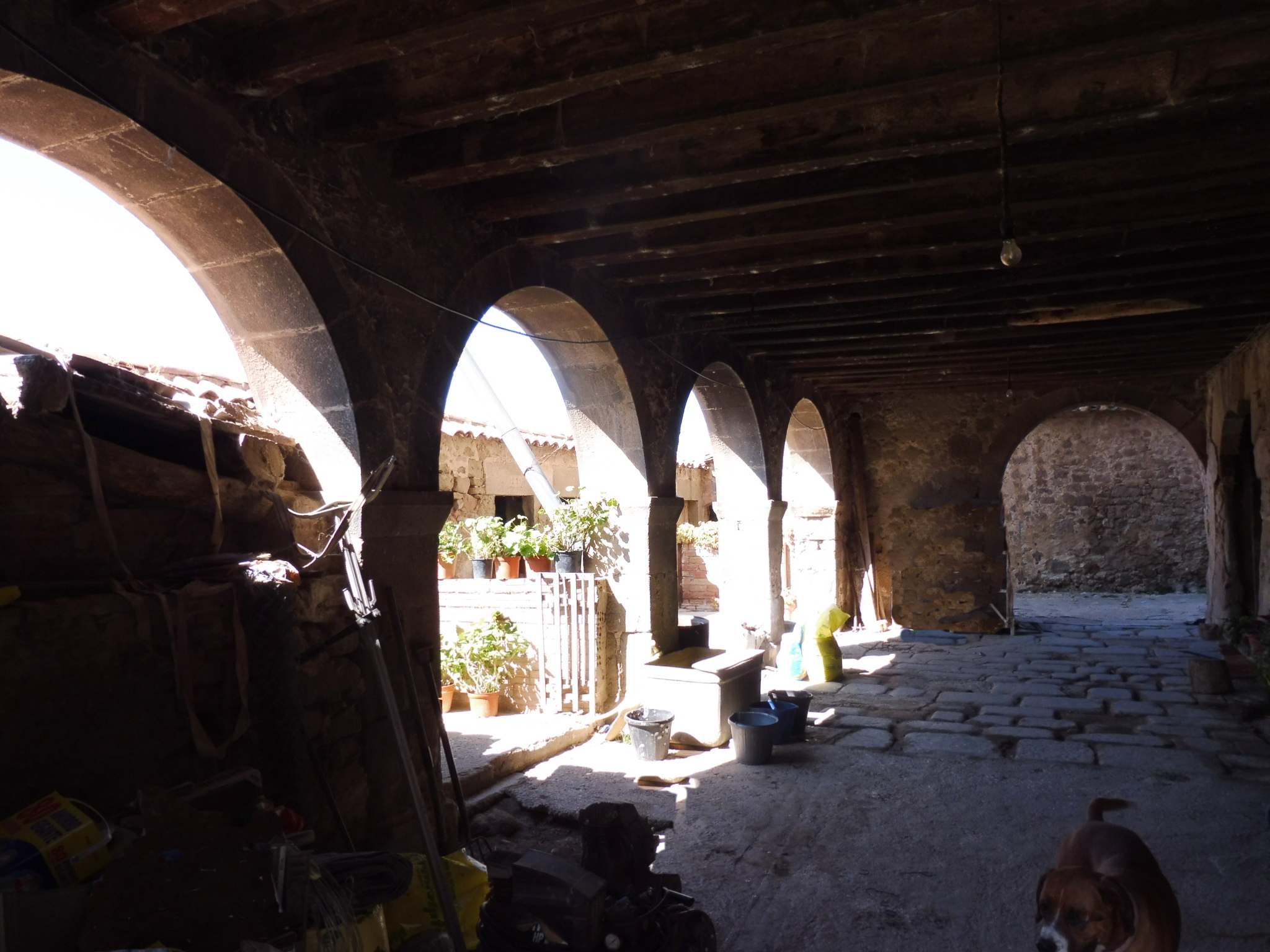
Galeria inferior

La part més antiga correspon al segle XVII; és la més austera i conserva les finestres i portes amb esquemes d'arc conopial molt senzills. L'annex del segle xviii situat a un nivell inferior presenta ja l'esquema de masia amb galeries centrals d'arc de mig punt i una simetria clara en la disposició de les obertures.
Totes les dependències de la masia (graners, corts, pallisses, etc.) envolten la casa i tanquen l'era.
A llevant hi ha l'església romànica de Sant Vicenç de Navel.

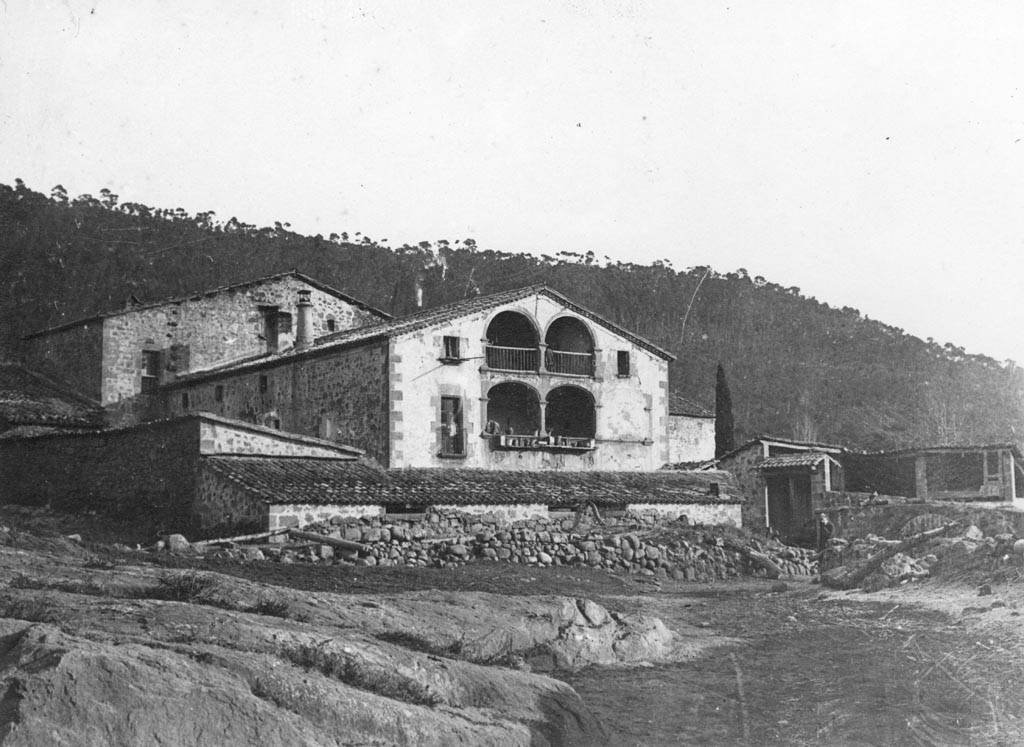
Navel en una imatge d'entre 1890 i 1923

## Notícies històriques
La Masia de Navel fou conreria de la comunitat de preveres de Cardona i centre d'un important tràfic comercial durant els segles xvii i XVIII.
La masia està situada al peu de l'antic camí que anava des de Cardona a Serrateix i Montmajor-Casserres-Berga, un dels camins més transitats al llarg de l'època moderna car al peu de la riera de Navel s'hi localitzaven importants molins (molí de Navel, pertanyent a la mateixa casa, molí de Vilajussana, molí de Querol, etc.), molts d'ells d'origen medieval, com la mateixa via de comunicació. Pertanyent al vescomtat de Cardona, però abans al domini jurisdiccional del monestir de Santa Maria de Serrateix, la masia de Navel fou construïda al costat de l'antiga església romànica de Sant Vicenç de Navel al segle xvii.
L'any 1266 Jaume de Navel, la seva muller Berenguera i el seu fill Francesc, varen vendre a l'abat de Santa Maria de Serrateix tot el que tenien al lloc de Navel. La jurisdicció civil sobre els habitants de la masia era de l'abat de Serrateix, però els Cardona n'eren senyors de la jurisdicció criminal.
Al segle xvii la masia de Navel (habitada per Joan Torrabadella) amb les seves masoveries de Salat i Cicarts declarava a l'abat posseir 127 jornals.